# Logaeus
Logaeus is een geslacht van kevers uit de familie van de boktorren (Cerambycidae). De wetenschappelijke naam van het geslacht werd in 1881 gepubliceerd door Charles Owen Waterhouse.

## Soorten
- Logaeus gymnostethus Heller, 1940
- Logaeus subopacus Waterhouse, 1881